# The WATER of Life in TAKASAKI ACOUSTIC HISTORY
『the WATER of Life in TAKASAKI ACOUSTIC HISTORY』（ザ・ウォーターオブライフ イン タカサキアコースティックヒストリー）はHAPPY DRUG STOREの清水和彦ことThe Water Of Lifeのライブ・アルバム。本作は元々VHSでリリースされていた同名のソフトの音源をCD化したもので収録曲は全て本作のみに収録されている。発売元はWATER MUSIC。

## 内容
2004年に急逝した清水和彦ことThe Water Of Lifeが遺した唯一のライブ・アルバム。諸般の事情により本作は完全な自主制作盤でCD-Rを使用しているが、CD EXTRAがついており、生前の「動くWOL」が見える映像を収録。長い間全編を記録していたVHS版が完売状態だったが、2005年にDVD化された。CD盤は2005年初頭までWATER MUSIC内で販売されていたが、以降は完売、現在はDVDのみ同社で取り扱っている。なお、本作にはSMEJ在籍時に発表した楽曲は一切収録されていない。

## 収録曲
全作詞・作曲：清水和彦
1. 7days
2. 傘
3. 星のかけら
自主制作シングル「ART IN NAGAHAMA」のB面として制作された楽曲。
唯一アルバム化された音源である。
4. ダルマソナタ
群馬県高崎市の市制100周年を記念して制作された楽曲。
この楽曲の舞台となった高崎でのライブ音源。
5. 君の味方
後に「HAPPY DRUG STORE」としてメインボーカルをコバヤシヒロシに変えてリメイク。アルバム「太陽のシズク」に収録されている楽曲。本作では清水自身が歌うバージョンで収録。2006年までHDSとWOLと同じ作品でソロとグループ名義で発表されている唯一の作品でもあったが、シャワーが発売となり、2つめのグループとソロで歌われた作品が誕生することとなった。
6. イガイト
トリビュート・アルバム『A tribute to the water of life「太陽の子供たちへ」』にも収録されているライブの定番楽曲。
7. ただそれだけ